# 物茂乡
物茂乡，是中华人民共和国云南省楚雄彝族自治州元谋县下辖的一个乡镇级行政单位。

## 行政区划
物茂乡下辖以下地区：
物茂村、凹乍村、芝麻村、虎溪村和罗兴村。